# آرمادیل، سکای
آرمادیل، اسکای (به انگلیسی: Armadale, Skye) یک منطقهٔ مسکونی در بریتانیا است که در هایلند واقع شده‌است.